# Malinów (Ukraina)
Malinów (ukr. Малинів; pol. hist. Małpa) – wieś w rejonie samborskim obwodu lwowskiego, założona w 1805. Miejscowość liczy 27 mieszkańców (2024).
W II Rzeczypospolitej Małpa stanowiła odrębną gminę wiejską (jednostkową) w powiecie rudeckim województwa lwowskiego, liczącą w 1921 roku 584 mieszkańców. 20 lipca 1924 nazwę Małpa zmieniono na Malinów.
W 1934 roku Malinów wszedł w skład zbiorowej gminy Pohorce.